# Piero Comisso
Piero Comisso (Precenicco, 22 dicembre 1937) è un ex calciatore italiano, di ruolo centrocampista.

## Carriera

### Giocatore
Dopo aver fatto un campionato  in IV Serie nel Torviscosa, nella stagione 1958-1959 ha giocato 4 partite di campionato in Serie A con la maglia della Triestina, società che a fine anno è retrocessa in Serie B. Con la squadra alabardata sempre nella stessa stagione ha anche giocato una partita in Coppa Italia. Successivamente dopo un'annata al Pordenone in Serie C nella stagione 1960-1961 ha vestito la maglia dell'Aquila nel campionato di Serie C. Ha giocato con i rossoblu abruzzesi anche nella stagione 1961-1962 e nella stagione 1962-1963, entrambe in terza serie, per un totale di 49 presenze in incontri di campionato con il club abruzzese.
Nel 1963 si trasferisce al Como, con la cui maglia nella stagione 1963-1964 gioca 2 partite senza segnare in Serie C; dal 1964 al 1966 milita invece nel Lignano nei campionati regionali veneti, per poi ritirarsi dal calcio giocato.

### Allenatore
Nella stagione 1979-1980 ha allenato il Portogruaro, nella Promozione veneta.